# If Beale Street Could Talk (Soundtrack)
Die Musik zum Film If Beale Street Could Talk von Barry Jenkins wurde von Nicholas Britell komponiert und am 9. November 2018 von Lakeshore Records veröffentlicht.

## Entstehungsgeschichte

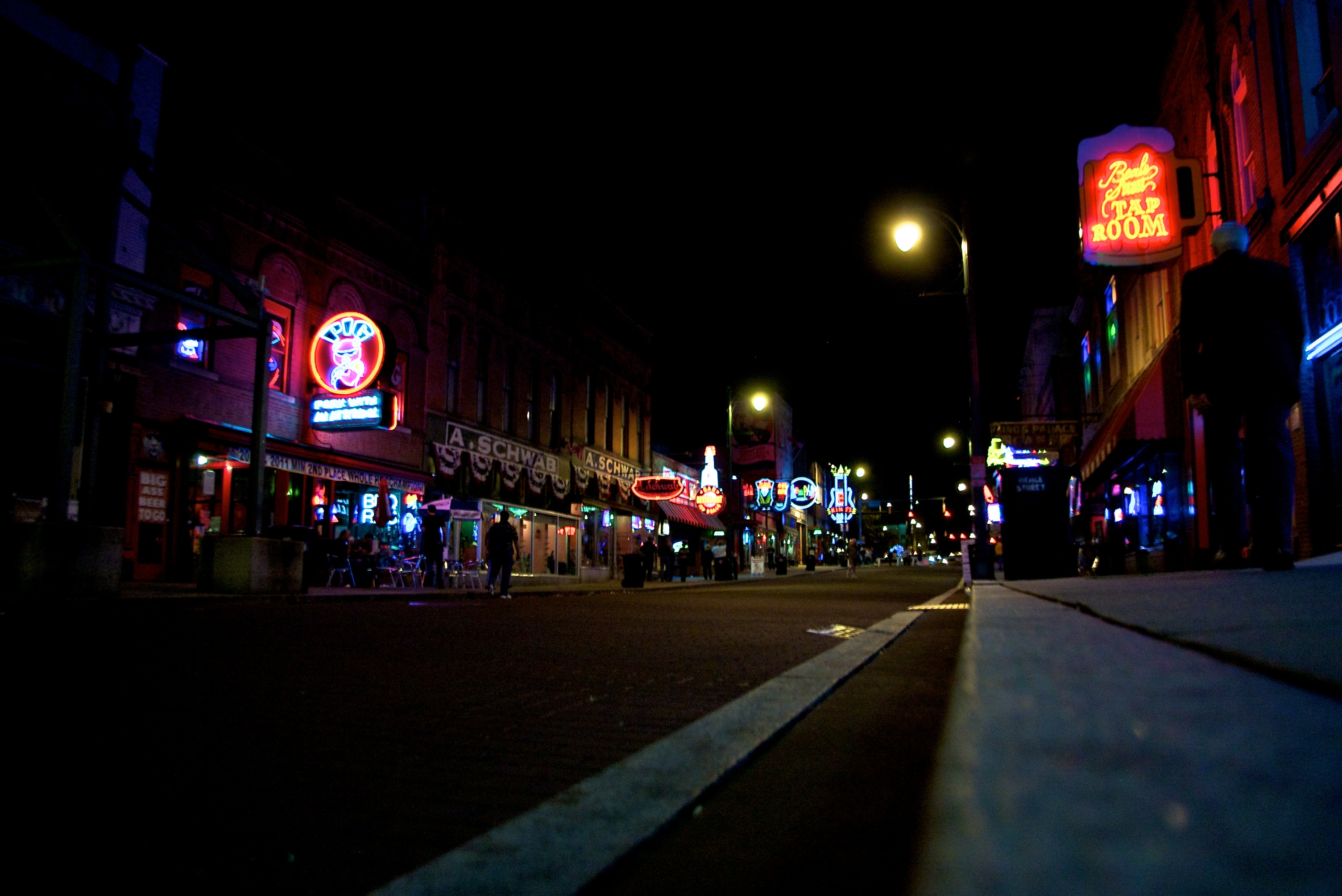
Die Beale Street in Memphis war zu einer Metapher für die Welt geworden, in die Schwarze gedrängt wurden

Im März 2018 wurde bekannt, dass Nicholas Britell die Filmmusik für If Beale Street Could Talk komponieren soll. Zuvor hatten Regisseur Barry Jenkins und Britell bei dem Film Moonlight eng zusammengearbeitet. Während Jenkins im Rahmen der Oscarverleihung 2017 für das beste Drehbuch ausgezeichnet wurde, war Britell für die beste Filmmusik nominiert. Britell greift in der Musik wieder auf Streicher, wie in der Musik zum Film Moonlight zurück, diesmal allerdings mit Jazz-Klängen. Diese Musikrichtung war auch als Namensgeber für die Romanvorlage des Films von Bedeutung. Für den Titel von James Baldwins If Beale Street Could Talk entlehnte der Autor eine Zeile aus dem Jazz-Song Beale Street Blues von W. C. Handy, den dieser 1916 schrieb und zu einem Jazzstandard wurde, so Marietta Steinhart von Zeit Online: „Alle Nigger stammen aus der Beale Street“, schrieb Baldwin in einer Vorbemerkung zum Roman, „die Beale Street ist unser Erbe.“ Die Beale Street, eigentlich eine Straße in Memphis, war dabei zu einer Metapher für die Welt geworden, in die Schwarze gedrängt wurden. Der Titel des Liedes ist zudem identisch mit dem der deutschen Übersetzungen von Baldwins Roman.
Über seine Zusammenarbeit mit Jenkins sagte Britell: „Gemeinsam haben wir eine Klanglandschaft mit Blechbläsern und Streichern erforscht und dabei extreme Experimente gewagt.“ Weiter erklärte Britell: Als sich Jenkins erste Gedanken darüber machte, wie die Welt der Musik im Film sein könnte, hatte er Hörner gehört. Für den Sound der 1970er Jahre, in der die in Harlem angesiedelte Geschichte von James Baldwin angesiedelt spielt, schrieb Britell ein Stück? für Trompeten, Flügelhörner und Waldhörner. Da er das Gefühl hatte, es fehle etwas, entschloss er sich, Streicher hinzuzufügen, nachdem er erkannt hatte, dass das übergreifende Thema des Films Liebe in seinen vielen Formen war. „Die Streicher stehen für Liebe und das Blech für Höhen und Tiefen“, sagte er. „Das Brass kann sich wie Ekstase anfühlen, aber es kann sich auch sehr tief melancholisch anfühlen.“

## Veröffentlichung
Der Soundtrack, der insgesamt 23 Musikstücke umfasst, wurde am 9. November 2018 von Lakeshore Records veröffentlicht.

## Titelliste
1. Eden (Harlem)
2. The Children of Our Age
3. Agape
4. Encomium
5. Eros
6. Mrs. Victoria Rodgers
7. Call Him Fonny / The Tombs / PTSD
8. Jezebel
9. Eden (LES)
10. Keepers of the Keys and Seals
11. Hypertension
12. P.B.A.
13. Storge
14. Mama Gets to Puerto Rico
15. Ye Who Enter Here
16. Requiem
17. Philia
18. If Beale Street Could Talk (End Credits)
19. Harlem Aria (Bonus-Track)
20. This Is Where My Life Is (Bonus-Track)
21. New Life (Bonus-Track)
22. What Have They Done? (Bonus-Track)
23. A Rose in Spanish Harlem (Bonus-Track)

## Rezeption
Matt Donnelly von The Wrap meint, Britell gebe Tish und Fonny orchestrale Streicherstücke so eindringlich und ergreifend, dass ein Zug des Bogens sich wie Stunden in diesen intimen Bildern anfühlt. In einer Kritik der The Associated Press heißt es, die melancholischen Hörner wirkten wie von Miles Davis’ Kind of Blue inspiriert und strahlten mit der Liebe zwischen den beiden, aber auch dem Leid, das ihnen ungerechter Weise widerfahren ist.
Chris Evangelista von Slash Film meint, Brittels Musik sei ungeheuer leidenschaftlich, und er schaffe es, genau die richtigen Töne zu finden, um einem die Tränen in die Augen zu treiben: „Die Musik ist einfach so unglaublich schön – sie schwillt an und baut sich bis zu dem Punkt auf, an dem sie sich anfühlt, als würde sie einfach zerplatzen vor purer, elektrischer Energie. Die orchestrale Partitur ist praktisch ein Charakter selbst, so allgegenwärtig und imposant.“

## Auszeichnungen
Bei der anstehenden Oscarverleihung 2019 befindet sich der Film in einer Shortlist in der Kategorie Beste Filmmusik. Im Folgenden eine Auswahl von Auszeichnungen und Nominierungen:
Black Reel Awards 2018
- Nominierung für die Beste Filmmusik[14]

Boston Film Critics Society Awards 2018
- Auszeichnung für die Beste Filmmusik (Nicholas Britell)[15]

British Academy Film Awards 2019
- Nominierung für die Beste Filmmusik (Nicholas Britell)

Critics’ Choice Movie Awards 2019
- Nominierung als Beste Filmmusik (Nicholas Britell)[16]

Hollywood Music in Media Awards 2018
- Nominierung für die Beste Filmmusik – Spielfilm (Nicholas Britell)[17]

Los Angeles Online Film Critics Society Awards 2019
- Nominierung für die Beste Filmmusik (Nicholas Britell)

Online Film Critics Society Awards 2019
- Auszeichnung für die Beste Filmmusik (Nicholas Britell)[18]

Oscarverleihung 2019
- Nominierung für die Beste Filmmusik (Nicholas Britell)

Satellite Awards 2018
- Nominierung für die Beste Filmmusik (Nicholas Britell)[19]

World Soundtrack Awards 2019
- Auszeichnung als Bester Filmkomponist des Jahres (Nicholas Britell)[20]